# Alf Engen
Alf Engen (Nedre Eiker, 15 de mayo de1909-20 de julio de 1997) fue un esquiador noruego-estadounidense, campeón de saltos de esquí con varios récords mundiales en la década de los años 1930. Alf se dedicaba al esquí profesionalmente siendo profesor de esquí; tenía dos hermanos menores, Sverre (1911-2001) y Corey (1916-2006), ambos también reconocidos esquiadores.

## Biografía
Nació en la ciudad de Mjøndalen en la provincia de Buskerud (Noruega), fue el primer hijo de Trond y Martha Oen Engen. Como hijo de un famoso esquiador, Trond, éste fue orientado hacia el mundo del esquí. Tras la muerte de su padre por la gripe española cuando Alf tenía 9 años, su madre trasladó a Alf y sus hermanos menores a la ciudad de Steinberg. En 1929 a los 20 años, Alf y su hermano Sverre emigraron a Estados Unidos, aunque primero estuvieron en Chicago, en 1931 se fueron a Salt Lake City (Utah). Su madre viuda Martha y el hermano más pequeño Corey se unieron a ellos en 1933.

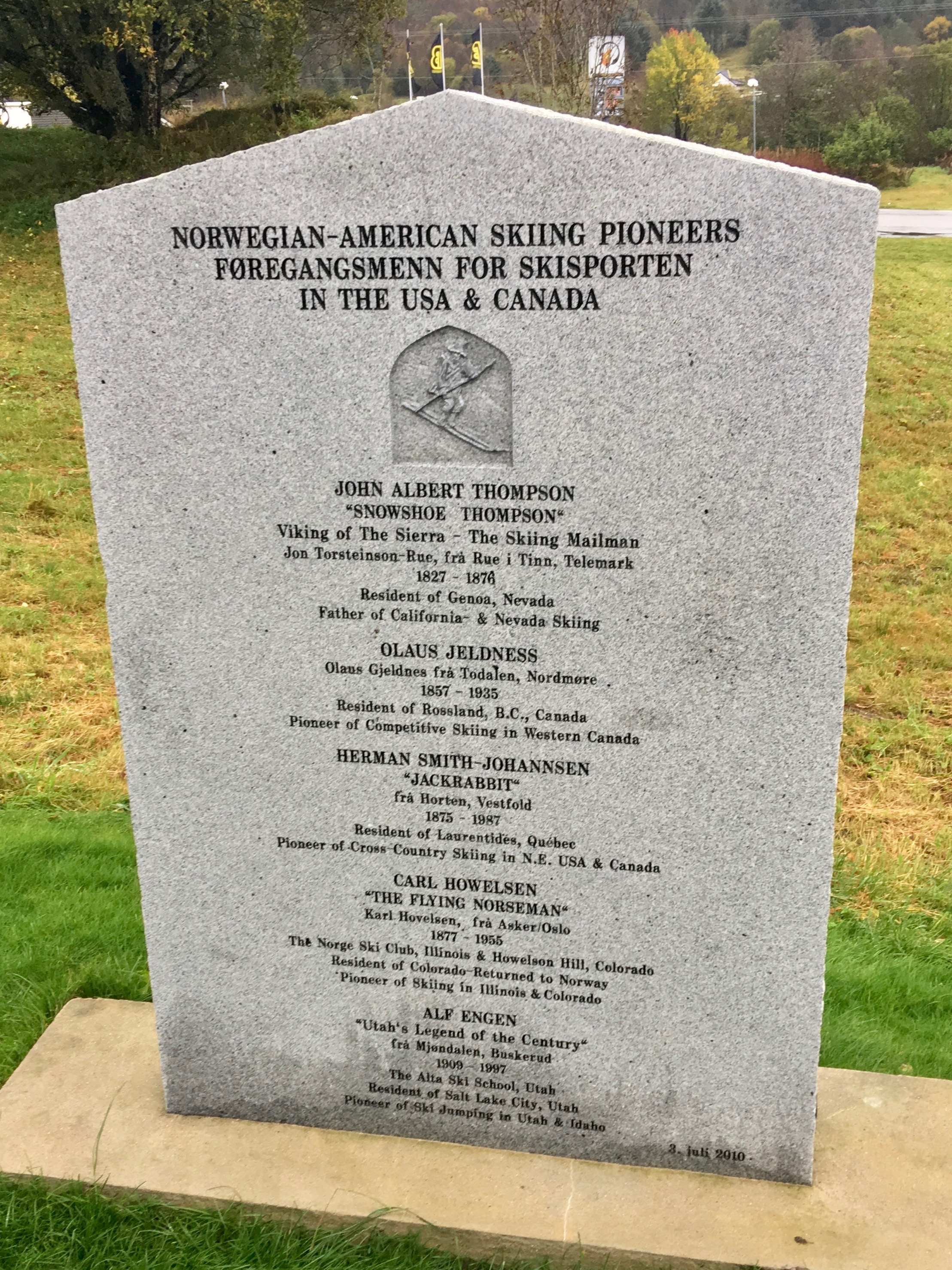
Piedra conmemorativa con el nombre de Alf Engen, entre otros Pioneros del esquí en Estados Unidos y Canadá. Vestnorsk, 2017.

Alf Engen, en seguida, comenzó a ganar una reputación por sus habilidades en el esquí. Aunque era un esquiador de saltos cuando llegó a los Estados Unidos, rápidamente dominó el esquí alpino y en seguida fue conocido como un desarrollador de técnicas de esquí en nieve virgen (powder skiing). Los siguientes años, él consiguió numerosos títulos estadounidenses e internacionales. Alf ayudó a establecer la escuela de esquí en Alta (Utah), asistió a la creación de otros 30 centros de esquí en el oeste de los Estados Unidos. Los tres hermanos Engen ayudaron a popularizar el esquí en el este, principalmente en Utah y Idaho. El hijo de Alf, Alan Engen ha continuado la tradición familiar en Alta.
Alf Engen murió en 1997, a la edad de 88 años.